# Mesothen temperata
Mesothen temperata là một loài bướm đêm thuộc phân họ Arctiinae, họ Erebidae.